# Легота (округ Нітра)
Легота (словац. Lehota) — село, громада округу Нітра, Нітранський край. Кадастрова площа громади — 11 км².
Населення 2212 осіб (станом на 31 грудня 2018 року).

## Історія
Легота згадується 1308 року.

## Населення
| Рік:            | 1994. | 2004.   | 2014.    | 2024.   |
| --------------- | ----- | ------- | -------- | ------- |
| Кількість осіб: | 1819  | 1803    | 2233     | 2428    |
| Різниця:        |       | -0,87 % | +23,84 % | +8,73 % |

| Рік:            | 2023. | 2024.   |
| --------------- | ----- | ------- |
| Кількість осіб: | 2416  | 2428    |
| Різниця:        |       | +0,49 % |